# François Passerat
Pour les articles homonymes, voir Passerat.
François Passerat est un acteur, poète et dramaturge français du XVIIe siècle.

## Biographie
François Passerat (qui n’est pas apparenté au célèbre poète troyen du XVIe siècle Jean Passerat) était fils d’une comédienne nommée Buisson (ou Dubuisson) et joua dans la troupe du duc de Hanovre dès 1684, dont il fut aussi le secrétaire. À la mort de Frédéric-Guillaume, il lui dédie un éloge et poursuit sa carrière sous la protection d’Ernest-Auguste de Hanovre, comme secrétaire de son épouse Sophie de Bohême. Celle-ci lui conseille d'envoyer sa tragédie Sabinus à sa nièce Élisabeth-Charlotte de Bavière, belle-sœur de Louis XIV. C'est probablement ce qui vaut à Passerat de jouer devant le roi en septembre 1692.
Il fait peut-être un temps partie de la Comédie-Française, avant de rejoindre la troupe de l’électeur de Bavière à Bruxelles. En 1695, il lui dédie un recueil de pièces de théâtre, de ballets et de pièces en vers.
À la fin du siècle, il semble être retourné à Hanovre.

## Œuvres
- Tombeau du grand Frédéric-Guillaume, électeur de Brandebourg, décédé le 29 avril 1688, Hannoveræ, typis G. F. Grimmii, s.d. (1688).
- Œuvres de Monsieur Passerat, dédiées à son Altesse Électorale de Bavière, Bruxelles, George de Backer, 1695. Ce recueil contient les pièces suivantes, en pagination séparée : Sabinus, tragédie - L'Heureux Accident, ou la Maison de campagne, comédie - Le Feint Campagnard, comédie - Amarillis, petite pastorale - Le Grand Ballet d'Alcide et d'Hébé - Le Bel Anglois, nouvelle galante - Recueil de poésies diverses sur différents sujets.
- Œuvres de Monsieur Passerat, dédiées à son Altesse Électorale de Bavière, seconde édition, revue et corrigée, La Haye, Henry Van Bulderen, 1695. Contient les mêmes pièces.
- À Monsieur le Comte..., Hanovre, 1697.